# 天羽よつは
天羽 よつは（あまはね よつは）は、日本のバーチャルYouTuber。
2020年3月30日に所属事務所VGamingが解散したことにより、以降は個人として活動中。

## 来歴
2018年
- 7月11日、デビュー。

2019年
- 3月29日、バーチャルYouTuber事務所のVGamingに加入。

## 人物
イメージカラーは桃色（   ）、誕生日は5月29日（生年は不明）、身長は142.8cm、好きなゲームはDead by Daylight・Stardew Valley・PLAYERUNKNOWN'S BATTLEGROUNDS・League of Legends等。

## 実績

### 大会実績
- 第2回VTuber最協決定戦（2位）

### 案件実績
- エレメンタルストーリー
- 逆転オセロニア
- ホップステップジャンパーズ

## 出演

### インターネット番組
- Studio Z公式 エレスト生放送 vol.60（2019年4月26日、YouTube、スペシャルゲスト）[4]

### イベント
- VirtuaREAL.00（2019年6月23日）[5]

## ディスコグラフィ

### 参加楽曲
| 商品名        | 発売日                                                      | 楽曲         | 歌         |
| ------------- | ----------------------------------------------------------- | ------------ | ---------- |
| VirtuaREAL.00 | 2019年05月22日（デジタル配信） 2019年06月23日（CDアルバム） | この場所から | 天羽よつは |